# فخرآباد (جلگه ماژان)
فخرآباد یک روستا در ایران است که در دهستان قلعه زری شهرستان خوسف واقع شده‌است. فخرآباد ۲۲ نفر جمعیت دارد.